# Emotions (canção de Mariah Carey)
"Emotions" é uma canção da artista musical estadunidense Mariah Carey, para seu segundo álbum de estúdio, Emotions (1991). Foi escrito e produzido por Carey, Robert Clivillés e David Cole da C+C Music Factory, e lançado como primeiro single do álbum em 13 de agosto de 1991. A letra da música retrata sua protagonista passando por uma variedade de emoções, do alto ao baixo, até o ponto em que ela declara "você me fez sentir emoções". Musicalmente, é fortemente influenciado pela música disco dos anos 70 e mostra a faixa superior de Carey e o uso extensivo do registro de apito.

## História
Mariah Carey foi cogitada a trabalhar com C+C Music Factory e com a parceria saíram músicas como "You're So Cold", que foi a primeira escolha para ser o primeiro compacto do álbum. Com a segunda etapa da produção do álbum os produtores sentiram um brilho diferente em  "Emotions" e então foi decidido para ser o primeiro compacto do álbum.

## Composição
"Emotions" é uma música disco e R&B, e é escrita na nota Lá menor com um ritmo de 115 batimentos por minuto. Carey geralmente prefere a transpor a clave para o Sol menor ou G♯ menor quando se apresentar ao vivo. No entanto, nos últimos anos, ela transpôs a canção a F♯ menor. O alcance vocal de Carey abrange mais de quatro oitavas na faixa, de C3 to E7, com a nota mais alta sendo cantada com arpejos. A partitura da música tem uma marcação de Oitava na última parte da música.

## Recepção
"Emotions" recebeu críticas positivas dos críticos.
- Bill Lamb, do About.com, chamou as notas altas como profissionais do próprio álbum e que está de acordo com as melhores de Mariah.[2]
- O editor da AllMusic, Ashley S. Battel, destacou esta música e ele escreveu que é otimista e serve para enviar ao ouvinte uma jornada musical cheia de emoções variadas.[3]
- O editor do Chicago Tribune, Jan DeKnock, escreveu "apenas ouça aquelas notas incrivelmente altas no corte do título e no atual single 'Emotions'".[4]
- Los Angeles Times escreveu que os produtores animaram um pouco essa música, mas ele observou que a música não pode corresponder à qualidade de qualquer material C + C.[5]
- O escritor da Rolling Stone, Rob Tannenbaum, também disse: "eles (os produtores) apóiam Carey com teclados caseiros e reciclam descaradamente os acordes de 'Got to Be Real' de Cheryl Lynn e 'Emmy' de Best of My Love' para construir a nova discoteca borbulhante 'Emotions'".[1]
- A editora da revista  Sun Sentinel, Deborah Wiler, escreveu que "o primeiro single sem imaginação, Emotions, soa desconfiado como o Best of My Love (do the Emotions)".[6]
- "Emotions" foi nomeado para o Grammy Awards de 1992 do Best Female Pop Vocal Performance, perdendo para "Something to Talk About" de Bonnie Raitt. Ele ganhou um Prêmio BMI R&B, continuando a série ininterrupta de vitórias de Carey para este prêmio. Carey também foi indicada para Produtora do Ano (não clássica),[7] tornando-se a segunda mulher a conquistar essa honra.[8]

## Videoclipes e remixes
O videoclipe do single, dirigido por Jeff Preiss, apresenta Carey e amigos com animais exóticos enquanto festeja e se diverte na cidade de Nova York. O vídeo foi dessaturado, mas ainda mantém várias tonalidades de cores, que mudam de marrom para vermelho e azul e assim por diante.
David Cole e Robert Clivillés criaram o remix principal de "Emotions", conhecido como "Emotions" (12 "Club Mix). Embora Carey não tenha regravado seus vocais, ela acrescentou uma nova introdução ao estilo gospel antes da parte de dança da música Esta nova introdução foi usada quando ela tocou "Emotions" no MTV Unplugged em 1992, bem como em alguns shows posteriores. Um videoclipe foi criado usando o mix de clubes de 12", mas apenas pequenas alterações na edição o diferenciam do vídeo para a versão original. O remix foi mais tarde apresentado no álbum de remixes de Carey em 2003, The Remixes.

## Desempenho comercial
"Emotions" se tornou o quinto hit consecutivo número um de Carey na Billboard Hot 100 dos EUA , dando-lhe a distinção de ser a primeira (e até o momento a única) artista a fazer com que seus primeiros cinco singles a conquistarem o número 1 na Hot 100. (Ela já havia compartilhado um recorde de quatro com o The Jackson 5). Chegou ao número 1 em sua sétima semana e passou três semanas no topo, de 12 a 26 de outubro de 1991. Substituiu "Good Vibrations" de Marky Mark e Funky Bunch com Loleatta Holloway e foi substituída por "Romantic" de Karyn White". Permaneceu no top 40 por 20 semanas e foi um dos quatro singles de Carey nas paradas de fim de ano do Hot 100 em 1991, na posição 22. A música liderou o ranking de Hot R&B/Hip-Hop Songs e se tornou seu segundo número 1 single na parada Hot Dance Club Play. A RIAA o certificou com ouro.
Fora dos EUA, foi o single de maior sucesso de Carey desde "Vision of Love" (1990), o primeiro single de seu álbum de estréia. Chegou ao top 5 no Canadá e na Nova Zelândia e se tornou seu primeiro single a alcançar o top 20 do Reino Unido desde sua estréia. Foi um sucesso modesto na Austrália, onde perdeu apenas os dez primeiros, mas seu sucesso na Europa foi limitado.

## Apresentações ao vivo
Carey tocou "Emotions" ao vivo pela primeira vez no MTV Video Music Awards de 1991 , apoiada por vários vocalistas masculinos e femininos. Após a apresentação da premiação, ela cantou "Emotions" no The Arsenio Hall Show, no ar em 23 de setembro de 1991.
Carey abriu todos os shows com "Emotions" durante sua Music Box Tour em 1993, Daydream World Tour em 1996, Butterfly World Tour em 1998, e Rainbow World Tour em 2000. No entanto, ela omitiu o segundo verso ao tocar a música durante o Rainbow World Tour.
Na véspera de Ano Novo de 2009, Carey cantou "Emotions" na primeira noite de sua turnê do Angels Advocate (2009-2010). Foi a primeira vez que ela cantou Emotions ao vivo em quase 10 anos, desde o Rainbow World Tour (2000).
Ela cantou "Emotions" em sua turnê The Elusive Chanteuse Show em 2014, bem como em seu primeiro show anual de Natal no Beacon Theatre em Nova York, All I Want For Christmas Is You, A Night of Joy & Festivity (2014) .
A música também foi destaque na residência de Carey em Las Vegas, nº #1 to Infinity. Para a apresentação, Carey entrou no palco cantando a versão MTV Unplugged da música, enquanto as dançarinas de Las Vegas dançavam no palco.
Em 31 de dezembro de 2016, Carey tentou cantar "Emotions" durante uma apresentação ao vivo em Times Square para o especial de televisão de Dick Clark's New Year's Rockin' Eve, mas a apresentação foi afetada por problemas técnicos que a impediram de ouvir sua música de fundo, apenas cantando uma pequena parte da música enquanto caminhava pelo palco comentando sobre os problemas de áudio, o apito observa que Carey era devido à sincronização labial ainda tocada. A gerência de Carey alegou que os produtores do programa haviam se recusado a reconhecer o problema antes de sua apresentação e "a haviam preparado para falhar", mas essas alegações foram negadas pela Dick Clark Productions.
A música também foi destaque na residência de Carey em Las Vegas, The Butterfly Returns. Para a Caution World Tour em 2019, a música fez parte de um medley ao lado de "You Don't Know What To Do".

## Faixas
| Versão Oficial |                                           |         |  |
| N.º            | Título                                    | Duração |  |
| 1.             | "Emotions (versão do álbum)"              | 4:11    |  |
| 2.             | "Emotions (C+C club mix edit)"            | 5:51    |  |
| 3.             | "Emotions (C+C club no.1 mix)"            | 7:45    |  |
| 4.             | "Emotions (C+C hardcore factory mix)"     | 8:16    |  |
| 5.             | "Emotions (edição especial de movimento)" | 5:17    |  |
| 6.             | "Emotions (C+C 12" original promo remix)" | 7:15    |  |
| 7.             | "Emotions (club mix)"                     | 8:32    |  |

| CD single mundial |                              |         |  |
| N.º               | Título                       | Duração |  |
| 1.                | "Emotions (versão do álbum)" | 4:11    |  |
| 2.                | "Vanishing"                  | 4:11    |  |

| CD maxi-single americano |                                             |         |  |
| N.º                      | Título                                      | Duração |  |
| 1.                       | "Emotions (12" club mix)"                   |         |  |
| 2.                       | "Emotions (12" instrumental)"               |         |  |
| 3.                       | "Emotions (versão do álbum)"                | 4:11    |  |
| 4.                       | ""There's Got to Be a Way" (12" mix)"       |         |  |
| 5.                       | ""There's Got to Be a Way" (vocal dub mix)" |         |  |

| European maxi-single #1 |                              |         |  |
| N.º                     | Título                       | Duração |  |
| 1.                      | "Emotions (versão do álbum)" | 4:11    |  |
| 2.                      | "Vanishing"                  | 4:11    |  |
| 3.                      | ""Vision of Love""           | 3:29    |  |

| Versão Oficial |                                    |         |  |
| N.º            | Título                             | Duração |  |
| 1.             | "Emotions (C+C club mix)"          |         |  |
| 2.             | "Emotions (C+C 12" club no 1 mix)" |         |  |
| 3.             | "Emotions (C&C dub-dub mix)"       |         |  |

## Desempenho nas tabelas musicais
| Tabela musical (1991)                         | Melhor posição |
| --------------------------------------------- | -------------- |
| Alemanha (Offizielle Deutsche Charts)         | 39             |
| Austrália (ARIA)                              | 11             |
| Bélgica (Ultratop 50 de Flandres)             | 49             |
| Canadá (RPM)                                  | 1              |
| Canadá (RPM Adult Contemporary)               | 2              |
| Canadá (RPM Dance)                            | 3              |
| Canadá (The Record)                           | 3              |
| Estados Unidos (Billboard Hot 100)            | 1              |
| Estados Unidos (Billboard Adult Contemporary) | 3              |
| Estados Unidos (Billboard Dance Club Songs)   | 1              |
| Estados Unidos (Billboard R&B/Hip-Hop Songs)  | 1              |
| Europa (European Hot 100 Singles)             | 32             |
| Grécia (IFPI)                                 | 3              |
| Irlanda (IRMA)                                | 27             |
| Japão (Oricon Singles Chart)                  | 90             |
| Países Baixos (Dutch Top 40)                  | 9              |
| Países Baixos (Single Top 100)                | 13             |
| Nova Zelândia (Recorded Music NZ)             | 3              |
| Reino Unido (UK Singles Chart)                | 17             |
| Suécia (Sverigetopplistan)                    | 30             |

| Tabela musical (1991)                            | Melhor posição |
| ------------------------------------------------ | -------------- |
| Australia (ARIA)                                 | 91             |
| Canadá (RPM)                                     | 19             |
| Canadá (RPM Adult Contemporary)                  | 27             |
| Canadá (RPM Dance)                               | 35             |
| Estados Unidos (Billboard Hot 100)               | 22             |
| Estados Unidos (Billboard Adult Contemporary)    | 45             |
| Estados Unidos (Billboard Hot R&B/Hip-Hop Songs) | 32             |
| Países Baixos (Dutch Top 40)                     | 102            |

## Vendas e certificações
| Região | Certificação | Vendas     |
| --- | ------------ | ---------- |
| Estados Unidos (RIAA)                                                                                             | Platina      | 1,000,000‡ |
| Nova Zelândia (RMNZ)                                                                                              | Ouro         | 5,000*     |
| *números de vendas baseados somente na certificação ‡vendas+valores de streaming baseados somente na certificação |              |            |